# Txus Alba
Jesús Alba Ramos, conocido como Txus Alba (nacido en Barcelona, el 31 de enero de 2003), es un futbolista español que juega como centrocampista en el Club Deportivo Lugo.

## Trayectoria
Jesús Alba Ramos comenzó su formación futbolística en las categorías inferiores del Real Club Deportivo Espanyol en 2010, donde permaneció cuatro años antes de fichar por el Club de Fútbol Damm. Regresó temporalmente al Espanyol y, en 2018, se unió a la cantera del Fútbol Club Barcelona. Su traspaso costó 50,000 euros, una inversión que reflejaba su prometedor talento. Pronto destacó en La Masía, la cantera del club, y evolucionó para desempeñarse en una posición más central en el medio campo.
En la temporada 2022-23, firmó con el Fútbol Club Barcelona Atlètic, donde su desarrollo continuó bajo la dirección del entrenador Rafael Márquez. En el equipo filial, compartió el mediocampo con otros jóvenes talentos, consolidándose como un jugador clave.
El 18 de agosto de 2023, se unió al Ternana Calcio, un equipo de la Serie B italiana, buscando oportunidades en el extranjero.
En enero de 2024, firmó con el Antequera Club de Fútbol, equipo de la Primera Federación, aunque su estancia en el club malagueño fue breve. Poco después, Txus Alba decidió pagar su cláusula de rescisión, permitiéndole fichar por la Cultural y Deportiva Leonesa, donde actualmente milita en la misma categoría.
El 1 de julio de 2025, pasa a formar parte de la plantilla del Club Deportivo Lugo.

## Selección nacional
En 2020, Txus Alba fue convocado para representar a la selección española sub-18, debutando en partidos contra Turquía y Rumanía.

## Estilo de juego
Txus Alba destaca por su visión de juego, precisión en el pase y habilidad para crear oportunidades en jugadas a balón parado. Su habilidad con ambos pies y su equilibrio le permiten realizar regates efectivos y mantener el control del balón bajo presión.

## Clubes
| Club                          | País   | Año       |
| ----------------------------- | ------ | --------- |
| Fútbol Club Barcelona Atlètic | España | 2022-2023 |
| Ternana Calcio                | Italia | 2023-2024 |
| Antequera Club de Fútbol      | España | 2024      |
| Cultural y Deportiva Leonesa  | España | 2024-2025 |
| Club Deportivo Lugo           | España | 2025-act  |